# Agustín Espí Carbonell
Agustín Espí Carbonell (Alcoy (Alicante), 1881 –Madrid, 1940) fue un pintor, decorador y muralista de la generación del arte español de entresiglos.

## Biografía
Discípulo de Fernando Cabrera Cantó, estudió Bellas Artes en la Escuela Superior de San Carlos de Valencia. Tras una exitosa carrera en Levante, es requerido por la familia Otamendi Machimbarrena en Madrid, donde se instala en 1914. Participó activamente durante la transformación y modernización de Madrid llevada a cabo en las primeras décadas del siglo veinte.  Su actividad profesional se especializó en la decoración mural, destacando en los juegos de perspectivas y trampantojos o técnica trompe-l'oeil.
Creó su propia empresa familiar con sus hijos Enrique y Adolfo. En 1934 mientras trabajaba en Zaragoza sufrió un ictus con parálisis de la zona derecha, teniendo que restringir su trabajo y comenzar a pintar con la mano izquierda. Murió en 1940 de una embolia mientras trabajaba en su última obra que dejó inacabada y fue finalizada por su hijo Enrique.

## Obra

### Mural
Mucha de su obra se ha perdido o permanece inédita. Destacan:

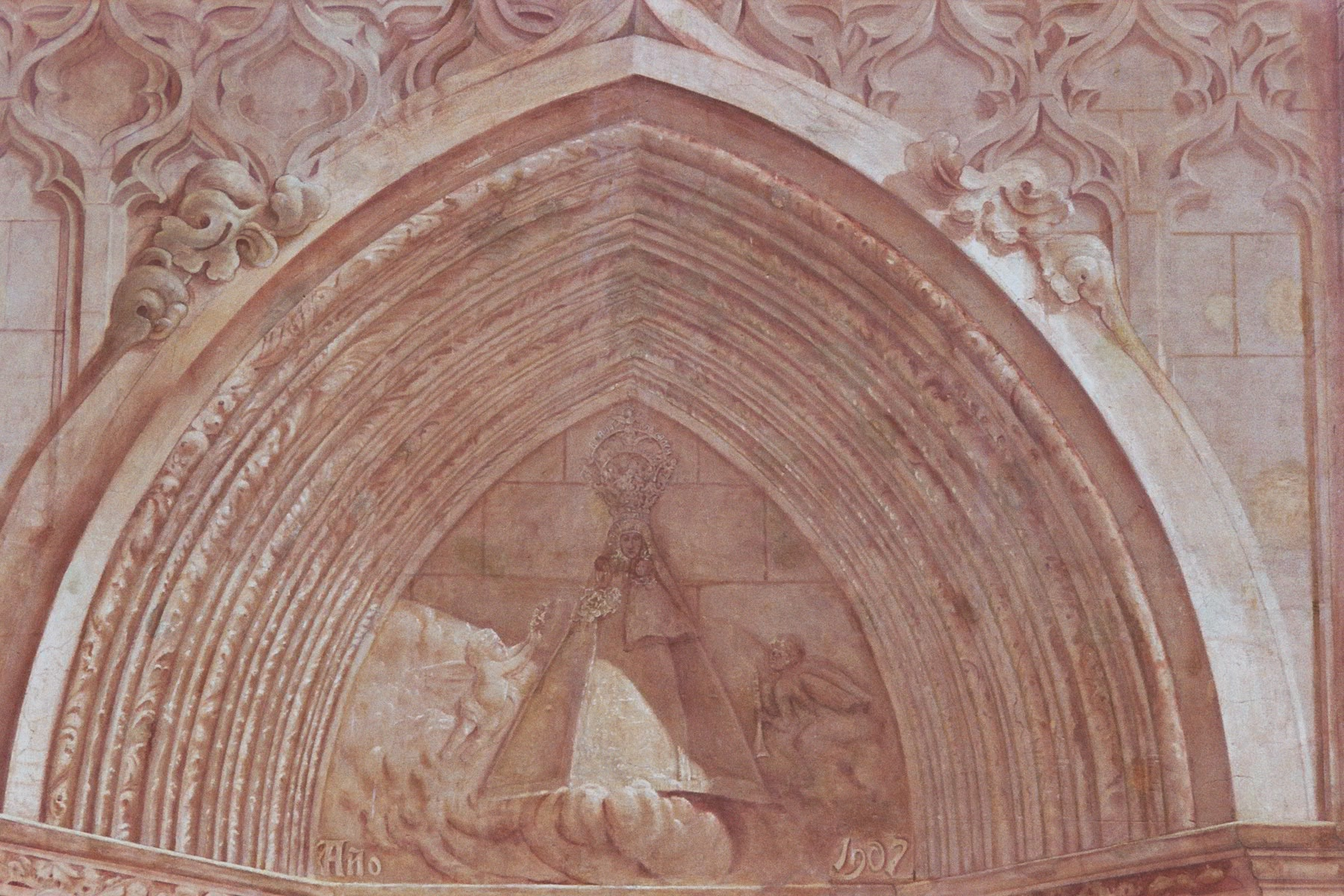
Detalle Nuestra Señora de Gracia

- Fachada del Santuario Nuestra Señora de Gracia de Caudete (1907)Pintura al fresco de inspiración neogótica.[2]

- Murales en el Palacio de la Torre de la Calahorra de Elche (1909)[3]

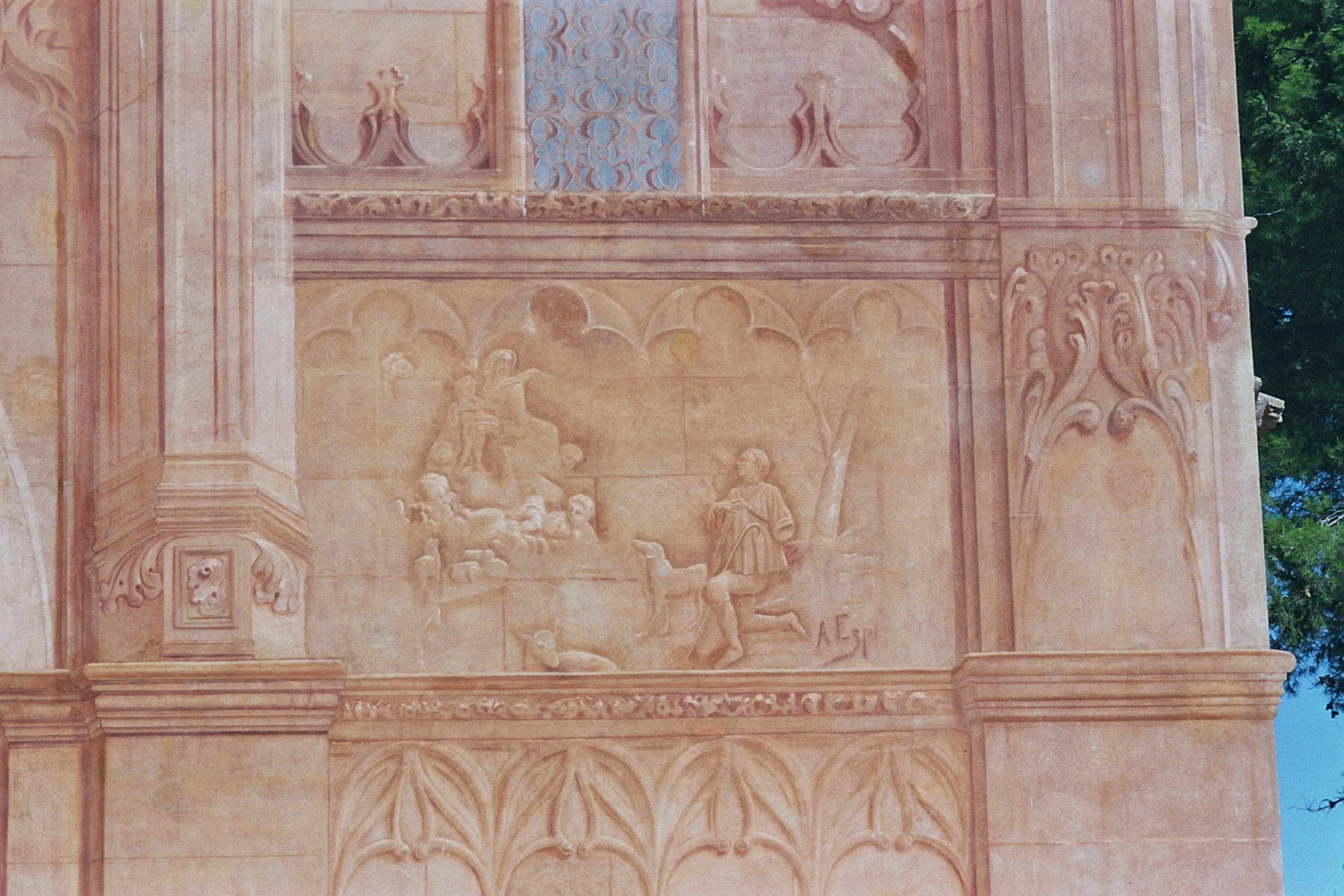
Caudete-2

- Villa Isabel, decoración sala principal en Caudete (Albacete)[4]

- Casa-palacio de Ricardo Augustín (Madrid) en la Plaza de Ramales (1922)

- Puertas del Palacio de Justicia ubicado en el antiguo Convento de las Salesas Reales (Madrid)(1925)[5]

- Palacio de Liria, habitación duquesa de Alba (1926) No se conservan, el actual palacio está reconstruido. El primitivo fue bombardeado durante la guerra civil.

- Edificio Telefónica de Gran Vía  en Madrid. Participó en la rica decoración mural interior[6] acorde con el espíritu monumental y artístico del edificio. Gran parte se haya oculto con las instalaciones recientes del establecimiento comercial.

- Gran Cinema Europa, Bravo Murillo, 160 de Madrid  (1929)[7]

- Cine Gran Metropolitano, Reina Victoria, 12 de Madrid  (1930). Derribado.

- Cine Rialto, Gran Vía, 54 (1930) Cines Rialto de Madrid[8]

- Cine Tívoli, Duque de Sesto de Madrid(1930) Actualmente derribado, solo conserva la fachada.

- Teatro Cerezo de Carmona(1932)

- Café Negresco en la calle Alcalá de Madrid (1934) Actualmente demolido.[9]

- Retablo de la Iglesia de Nuestra Señora de los Ángeles, Bravo Murillo, 93 de Madrid. Obra finalizada por Enrique Espí (1940)

### Lienzo
La obra sobre lienzo se encuentra prácticamente desaparecida ya que su estudio fue asolado durante la guerra civil. Se conservan en colecciones particulares, entre otras, “¡Sola!” y “Vendedor de gaseosas” de corriente realista y social.

### Otros trabajos
También colaboró en la filmografía española de los años 1924 -1930 diseñando los decorados en varias películas destacando La Revoltosa (1924) dirigida por Florián Rey.

## Bibliografía

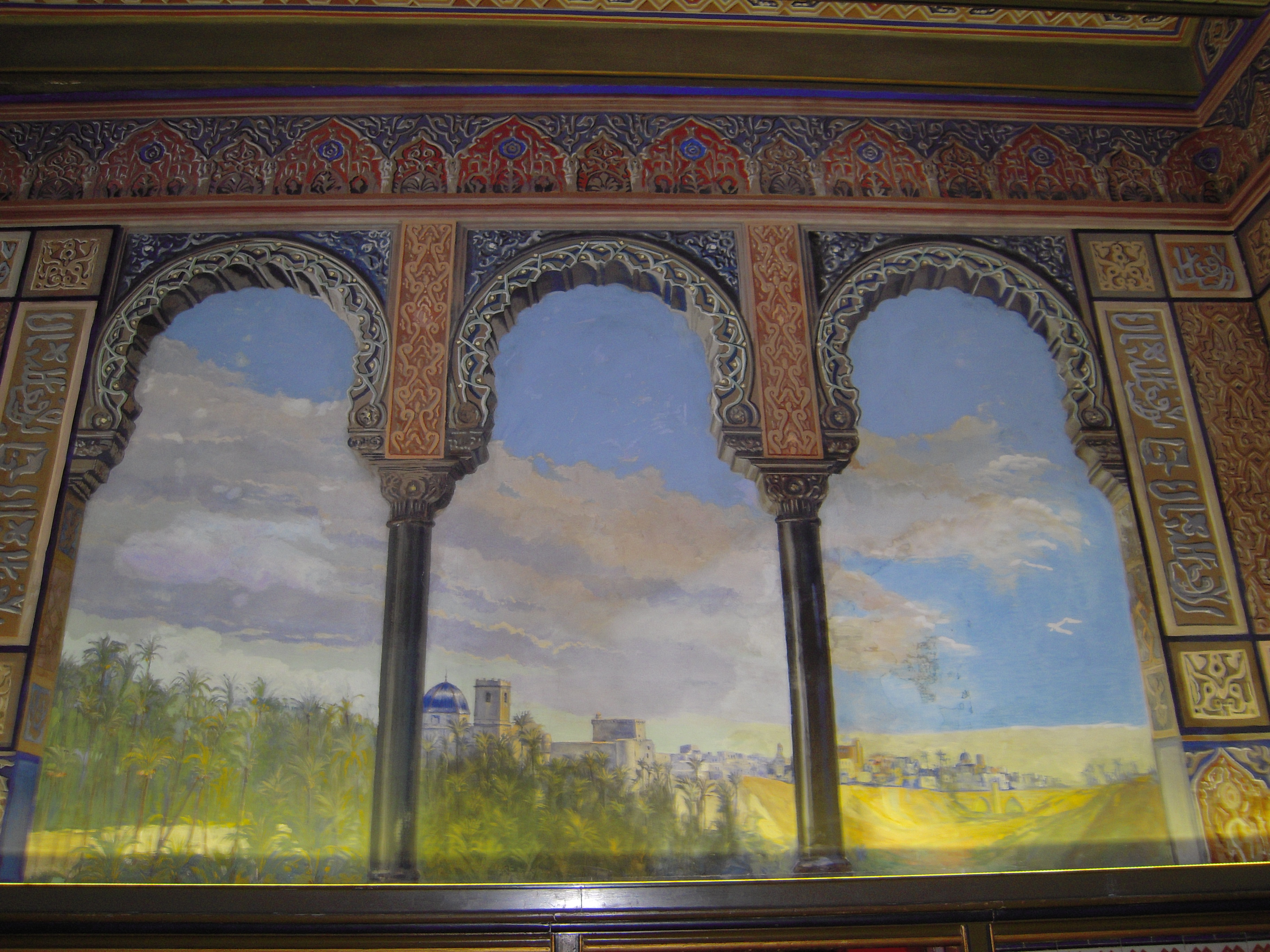
Interior de la Calahorra